# Леван (царь Картли)
Леван (Шах Кули-хан) (ок. 1660 — 13 июля 1709) — царь Картли (1709), четвёртый сын царя Картли Шахнаваза (Вахтанга V) и Родам Орбелиани. Представитель династии Багратионов.

## Биография
В сентябре 1675 года картлийский царь Вахтанг V, отец Левана, был вызван персидским шахом Солейман Сефи (1666—1694) в Исфахан, но скончался по дороге в Куме. Георгий XI, старший сын и преемник Шахнаваза, в том же 1675 году вынужден был отправиться на поклон к шаху, чтобы получить от него разрешение на отцовский престол. Перед своим отъездом в Иран Георгий XI назначил наместником в Картли своего младшего брата Левана. Персидский шах Солейман Сефи только в 1676 году утвердил Георгия XI в звании царя Картли и отпустил его на родину.
В 1688 году по требованию шаха царь Картли Георгий XI вынужден отправить брата Левана и сына Баграта в качестве заложников в Персию. В Персии царевич Леван вынужден был принять ислам и получил имя Шах Кули-хан. Вскоре по приказу шаха Леван, Луарсаб и Баграт были отправлены в заключение в Герат. Новый персидский шах Солтан Хусейн (1694—1722) освободил из заключения грузинских царевичей и вернул их ко двору.
В 1699 году персидский шах назначил картлийского царя Георгия XI беклярбеком (наместником) Кермана. В Афганистане и Белуджистане началось восстание против персидского владычества. Картлийский царь Георгий во главе грузинского корпуса двинулся на мятежную провинцию Керман. Георгий отправил впереди себя своего младшего брата Левана с передовым отрядом, который занял Керман и одержал ряд побед над небольшими бандами. За Леваном в Керман прибыл царь Георгий, который, соединившись с керманским ополчением, разгромил главные силы восставших белуджей. Персидский шах Солтан Хусейн назначил царевича Левана мсаджултухуцесом Ирана, а его старшего сына Кайхосро сделал даругой Исфахана. В 1701 году по приказу шаха Леван был вызван из Кермана ко двору в Исфахан. В 1703 году на короткое время Леван был отправлен шахом в Картли, где навёл порядок и собрал новое грузинское войско для подавления восстания в Афганистане. В сентябре 1704 года царевич Леван, оставив своего сына Вахтанга наместником в Картли, прибыл к шахскому двору в Исфахан. Леван отправил на помощь своему старшему брату Георгию 2-тысячный конный отряд грузин. В апреле 1709 года картлийский царь Георгий XI был разгромлен и убит афганцами в битве под Кандагаром. В июле того же 1709 года Леван скончался в Исфахане.

## Семья
Леван был женат дважды. В 1662 году первым браком женился на Туте (ум. 1678), дочери Кайхосро II Гуриели, князя Гурии. Дети:
- Кайхосро (1674—1711), царь Картли (1709—1711);
- Вахтанг VI (1675—1737), регент (1703—1711) и царь Картли (1711—1714, 1716—1724);
- Доментий IV (1676—1742), католикос-патриарх Восточной Грузии (1704—1725, 1739—1742).

В 1680 году Леван вторично женился на Тинатин, дочери князя Георгия Авалишвили. Дети:
- Иессе (1680/1681 — 1727), царь Картли (1714—1716, 1724—1727);
- Симон[англ.] (1683—1740), регент Картли (1711—1712);
- Теймураз (1688—1710), царевич;
- Александр[англ.] (1689—1711), царевич.

Также имел нескольких внебрачных детей:
- Рустам-хан (ум. 1722), офицер иранской армии, погиб во время афганского восстания;
- Афанасий Багратион[англ.] (1707—1784), русский генерал;
- Константин (ум. 1756), царевич;
- Давид, царевич;
- Фома, царевич;
- Хорешан, царевна;
- Анна, царевна.